# ¡Levántate y aplaude!

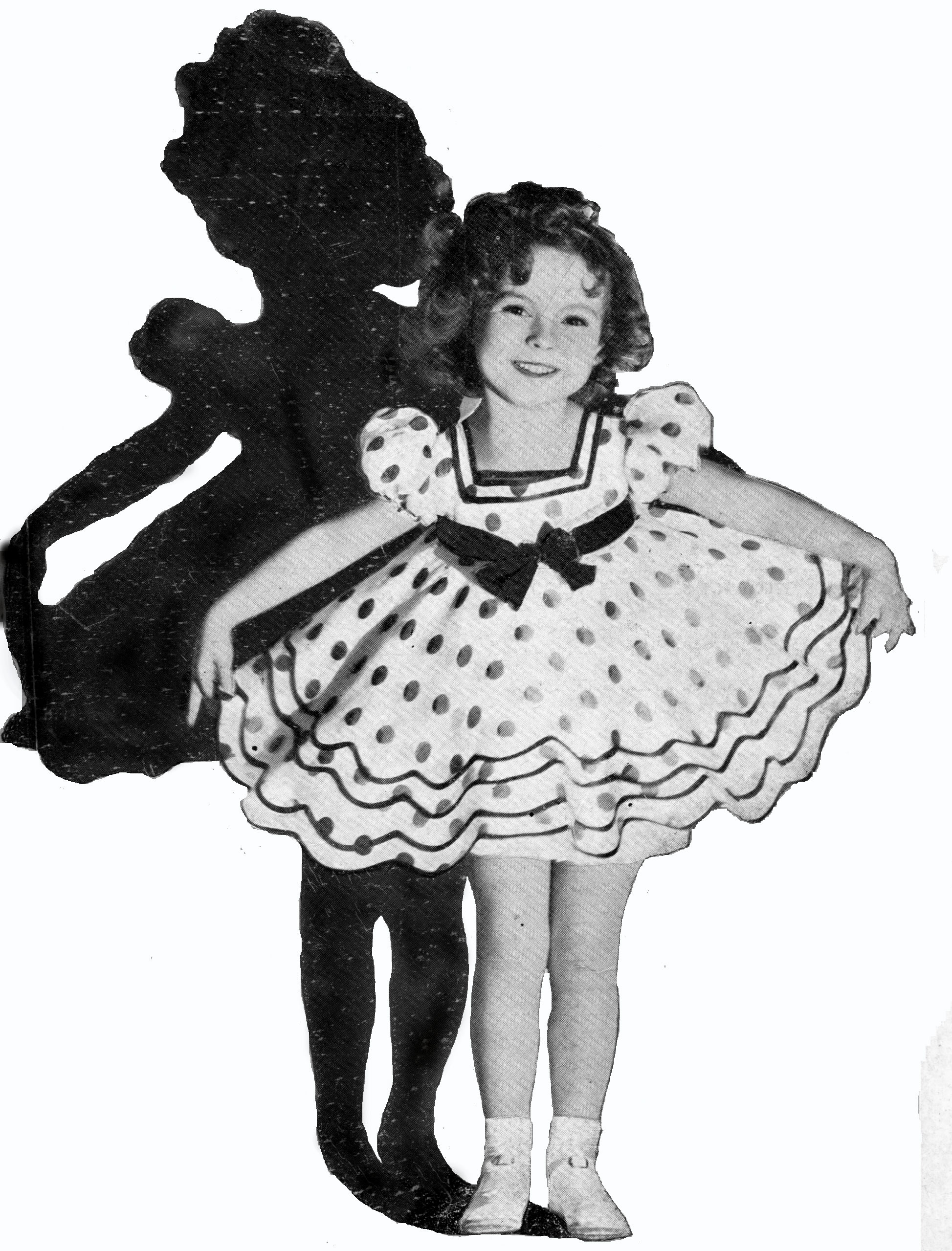
¡Levántate y aplaude! convirtió a Shirley Temple en una estrella.

¡Levántate y aplaude! es una película musical estadounidense de 1934 , pre-código, dirigida por Hamilton MacFadden . El guion de Lew Brown y Ralph Spence se basó en una idea de Will Rogers y Philip Klein . La película trata sobre los esfuerzos realizados durante la Gran Depresión para levantar la moral del país. Es esencialmente un vehículo para una serie de números de vodevil y algunos musicales. La película es mejor conocida por proporcionar el primer papel importante de la legendaria actriz infantil Shirley Temple . Una actriz secundaria poco conocida antes de la película, para finales de año, apareció en 10 películas, incluyendo 4 papeles protagónicos en grandes largometrajes.

## Trama
El presidente de los Estados Unidos decide que la verdadera causa de la Gran Depresión (que azotaba el país cuando se estrenó la película) es la pérdida del «optimismo» como resultado de una conspiración de financieros y banqueros que se están enriqueciendo gracias a la Depresión. El presidente nombra entonces a Lawrence Cromwell secretario del recién creado Departamento de Entretenimiento. Cromwell crea un ejército de artistas y los envía por todo el país. Gran parte de la acción se centra en las audiciones que Cromwell realiza en su oficina (con interrupciones del conserje «George Bernard Shaw», interpretado por Stepin Fetchit). Al final, cuando comienza un número musical, Cromwell mira por la ventana de su oficina y ve cómo la Depresión desaparece literalmente de forma instantánea.

## Elenco
- Warner Baxter como Lawrence Cromwell
- Madge Evans como Mary Adams
- Shirley Temple como Shirley Dugan
- James Dunn como Jimmy Dugan
- Nigel Bruce como Eustis Dinwiddle
- Ralph Morgan como secretario del presidente
- Stepin Fetchit como "George Bernard Shaw"
- Tess Gardella como tía Jemima
- Scotty Beckett como el chico de la audición
- John Boles como él mismo
- Dick Foran como él mismo (anunciado como Nick)

## Producción
Durante la producción, la película se conocía como «Fox Follies».[1] Quizás la escena más memorable de la película fue el número musical de James Dunn y Shirley Temple titulado «Baby Take a Bow». Temple, que firmó un contrato de 150 dólares a la semana inicialmente garantizado solo por dos semanas mientras la película estaba en plena producción, no tuvo tiempo suficiente para aprender la coreografía de la película y, en su lugar, utilizó una coreografía que había aprendido de Meglin. Dunn aprendió entonces la coreografía de ella. Al grabar la banda sonora de la canción, su voz se quebró accidentalmente en la última nota, pero a los productores les gustó y la mantuvieron. Antes de grabar la coreografía, resbaló y se cayó mientras caminaba, cortándose la cabeza. Para remediarlo, su madre le cubrió el corte con un rizo. Cuando comenzó el rodaje del número de baile, el potencial de Temple se hizo evidente rápidamente. Cuando terminó, la llevaron directamente a las oficinas de Fox Film y le ampliaron el contrato a un año con una opción de siete años. El número se hizo tan popular que serviría como título de su siguiente película, Baby Take a Bow, también protagonizada por Dunn.

## Recepción

### Recepción crítica
Mordaunt Hall, de The New York Times, escribió que la película "a menudo se acerca a una concepción de lo que podría ser una obra moderna de Gilbert y Sullivan . Es cierto que hay varios números intrusivos que tienen poco que ver con la brillante idea central, pero tienen la virtud de ser un buen entretenimiento".  John Mosher, de The New Yorker, la calificó de mediocre, escribiendo que tenía "algunos buenos números y mucho trabajo de libreto muy deprimente".  Film Daily informó: "A pesar de una debilidad en la construcción que la ha dejado con algunas lagunas, este festival musical tiene varios puntos destacados que serán suficientes para satisfacer a los espectadores y hacer que corran la voz". Añadió que Shirley Temple "prácticamente se roba el espectáculo y deja a los clientes con ganas de más de ella".  "Ricamente satírica, la historia presenta personajes hilarantes y presenta una imagen deliciosamente loca de Washington", escribió el New York Daily Mirror .  El New York Herald Tribune escribió que "no tuvo éxito ni como comedia musical ni como fantasía hilarante, pero se le deben reconocer ciertas características agradables. Sorprendentemente, una de ellas es una actriz infantil".  El New York Daily News escribió que, aunque "fue diseñada para borrar nuestros miedos y tristezas por estos tiempos difíciles al insistir en que la depresión ha terminado, me temo que va a tener justo el efecto contrario. La pequeña Shirley Temple se ganó el único estallido de aplausos espontáneos". 
La película recibió un fuerte respaldo de Variety, especialmente por el trabajo de la "recién llegada" Shirley Temple, a quien citaron como la "estrella no oficial" de la película.  Aunque los académicos modernos suelen señalar la película como un ejemplo típico del entretenimiento de la Gran Depresión, Variety expresó sus reservas sobre su temática. "Este musical es una mezcolanza, principalmente limitada por la premisa de la depresión nacional. A los estadounidenses ahora les gusta pensar en sí mismos como si estuvieran en alza y hubieran superado esa tan esperada curva, por lo que la motivación argumental de Cheer es básicamente cuestionable [y] abierta al debate". 

## Lanzamientos
La película se estrenó el 19 de abril de 1934 en el Radio City Music Hall de la ciudad de Nueva York. 
La película fue una decepción de taquilla para Fox. 
Se eliminaron once minutos de metraje para su lanzamiento en vídeo doméstico moderno, la mayoría de carácter racial. En 2009, la película estuvo disponible tanto en videocasete como en DVD, en la versión original en blanco y negro y en una versión coloreada por computadora. Algunas versiones incluían tráilers para cines y otros contenidos especiales.

## Mercancías
El vestido de lunares que Shirley Temple usó en su número musical con Dunn sirvió de modelo para el vestido de las primeras muñecas Shirley Temple fabricadas por la empresa de juguetes Ideal en 1934. En 1958, comenzó la producción del programa de televisión de Temple, Shirley Temple's Storybook. En ese momento, convenció a varios fabricantes para que lanzaran productos derivados, entre ellos el vestido de lunares Baby Take a Bow (Edwards 233).